# Jón Sigurðsson
Jón Sigurðsson (født 17. juni 1811 i Hrafnseyri, død 7. december 1879) var leder af den islandske selvstændighedsbevægelse i 1800-tallet.
Jón Sigurðsson var født i Hrafnseyri, nær Arnarfjörður, i det vestlige Island, som søn af præsten Sigurður Jónsson. Han rejste til København i 1833 for at studere historie ved universitetet der. Efter nogen tid fik han arbejde ved den Arnamagnæanske Samling, som på den tid omfattede manuskripterne til de islandske ættesagaer. Han blev ekspert i de islandske ættesagaer og i islandsk historie. Han tog aldrig nogen universitetseksamen, efter som islandsk politik optog stadig mere af hans tid.
Han blev student 1829 og rejste 1833 til Københavns Universitet, ved hvilket han begyndte at studere klassisk filologi. Allerede 1835 blev han stipendiar ved den Arnamagnæanske Samling og blev 1838 engageret til at samle materiale til det af Det kongelige danske Videnskabernes Selskab udgivne Regesta diplomatica. Sommeren 1841 rejste han tillige med den senere præst Ólafur Pálsson på det Arnamagnæanske Legats og Det kongelige nordiske Oldskriftselskabs bekostning til Stockholm og Uppsala for der at undersøge de derværende islandske håndskriftsamlinger. Mens Pálsson afskrev enkelte håndskrifter, gennemgik Sigurðsson begge disse håndskriftsamlinger og fandt flere ukendte håndskrifter eller brudstykker af håndskrifter. Han udarbejdede et nøjagtigt katalog over alle de islandske håndskrifter, der for Det kongelige Bibliotek i Stockholms vedkommende i 1848 blev i uddrag udgivet af Arwidsson. I 1847 blev Sigurðsson medlem af Det kongelige nordiske Oldskriftselskabs oldskriftafdeling og samme år arkivar ved den islandske afdeling af det ved Oldskriftselskabet oprettede historisk-arkæologiske arkiv. Da dette arkiv ophævedes igen i 1849, mistede Sigurðsson sit embede. I 1848 blev han sekretær ved den Arnamagnæanske Kommission og var det indtil sin død. 1840 blev han sekretær i det islandske litterære selskabs afdeling i København, og 1851, da han blev formand, overtog han helt selskabets ledelse indtil sin død.

## Islands politiske fortaler
Men ved århundredets midte, da Sigurðsson endnu ikke var 40 år gammel, var han blevet det islandske folks politiske fører og foregangsmand. Under Frederik VI havde Island kun opnået at få 2 kongevalgte repræsentanter i stænderforsamlingen i Roskilde, og at 10 af regeringen dertil valgte embedsmænd afholdt møde hvert andet år i Reykjavik (første gang i 1839) for at drøfte de sager, regeringen forelagde dem eller de selv foreslog. Da Christian VIII kom på tronen, bragte de tilstedeværende islændere i København ham en lykønskning og fremførte deres ønsker angående landets handel og skolevæsen og navnlig om, at erfarne mænd i selve landet måtte deltage som en rådgivende forsamling i behandling af landets anliggender. Sigurðsson havde særlig udvirket denne henvendelse, som besvaredes imødekommende. Det følgende forår, 1840, fik embedsmandskommissionen i Reykjavik ved en kongelig resolution det pålæg at overveje, om det ikke måtte være hensigtsmæssigt, at der på Island dannedes en særlig rådgivende forsamling, og om ikke en sådan forsamling rettelig burde føre navn af "Alting", og som det forrige Alting holdes på Tingvellir, samt i øvrigt så vidt muligt have en lige indretning med dette ældre ting. Kongens resolution vakte almindelig glæde blandt islænderne,, og Sigurðsson indså straks, at nu måtte han have et presseorgan for at drøfte Altingets indretning og landets velfærdssager samt "for at vække Folkets Interesse for et nyttigt Arbejde og Omhu for Fremtiden". Man skulle i dette tidsskrift have Islands gavn og nytte for øje og oplyse folket om landets anliggender. I 1841 begyndte han så sammen med nogle landsmænd at udgive tidsskriftet "Ný Fjelagsrit", hvoraf der udkom 30 årgange (1841-1873). Han ledede det fuldstændig i sin ånd og skrev selv størstedelen af det, omtrent 200 trykte ark, deriblandt mange afhandlinger af blivende værd om Altinget, skolevæsenet, handelen, forfatningen og finanserne. Mere end nogen anden bevirkede han, at Altinget fik en moderne indretning af en rådgivende samling. Ved de første valg i 1844 blev Sigurðsson valgt til altingsmedlem for Isafjordssyssel og genvalgt, så længe han levede. Han mødte på alle Altingets samlinger med undtagelse af 1855, 1861 og 1863, og var dets formand 1849, 1853, 1857, 1865 og siden altid.
I 1848 kom den islandske forfatningssag på dagsordenen. Sigurðsson fremsatte da sit program, som han hele tiden holdt fast ved i alt det væsentlige. Islænderne skulle have de samme rettigheder som undersåtterne i Danmark, og Island skulle for dets særlige anliggender få en regering i selve landet med ansvar over for Altinget. Mellem Danmark og Island skulle en finansiel opgørelse finde sted og Island der efter bestride en passende del af de almindelige rigsomkostninger. Sigurðsson var kongevalgt medlem for Island af Den Grundlovgivende Rigsforsamling, hvor der under forhandlingerne om grundloven blev aftalt, at denne ikke skulle gives for Island. Ved et kongeligt reskript af 23. september 1848 var det også blevet bestemt, at de grundbestemmelser, der med hensyn til Islands særegne forhold måtte være nødvendige for at ordne landets forfatningsmæssige stilling i riget, skulle ikke endeligt vedtages før efter, at islænderne i en egen forsamling i landet var hørte, og at det i så henseende fornødne ville blive forelagt Altinget ved dets næste ordentlige sammenkomst. Nogen forsamling til at behandle forfatningssagen kom ikke i stand før 1851, og da var reaktionen indtrådt i Danmark, hvor ledende mænd til stor skade for Island og til ingen gavn for Danmark begyndte at sammenblande den islandske forfatningssag med Slesvig-holstenismen. Det forslag, som regeringen forelagde den såkaldte Nationalforsamling (þjöðfundur), var meget utilfredsstillende. Tillige skulle hele den danske grundlov indføres, lige meget om enkelte paragraffer eller afsnit passede til islandske forhold ellej ej. Forsamlingen ville selvfølgelig ikke gå ind på dette, og under Sigurðssons ledelse udarbejdedes et forfatningsforslag for Island, som ifølge dette skulle have indenlandsk styrelse, der tillige med kongen skulle have myndighed over landets særlige anliggender. Hvilke sager, foruden fælles konge og arvefølge, der skulle være fælles for Danmark og Island, måtte særlig bestemmes. Fællessagerne skulle styres af den danske regering og lovgivningsmyndighed, men Island skulle i passende forhold deltage i behandlingen af dem og udgifterne ved dem. Island skulle have en minister hos kongen, som skulle have sæde i Statsrådet, når det behandlede fælles anliggender. Da forsamlingen ville til at behandle dette forslag, blev den opløst af stiftamtmand Trampe, men Sigurðsson protesterede og forsamlingens medlemmer med ham.
I en lang række år ville regeringen slet ikke forhandle om den islandske forfatningssag. Imidlertid blev monopolhandelen ophævet fra 1. april 1855, et vigtigt resultat af Sigurðssons virke, der medførte økonomisk opsving. Samme å udgav Sigurðsson et særligt skrift om Islands statsretlige forhold, vendt imod professor J. E. Larsens skrift om Islands hidtil værende statsretlige stilling. Endvidere undersøgte Sigurðsson grundig det islandske finansspørgsmål, som han alsidig belyste. Han påviste, at Islands finanser ikke som antaget udviste en underbalance, hvis indtægterne af det bortsolgte islandske jordegods, i stedet for med renter direkte at gå i Statskassen, regnedes med til landets indtægter. Han var medlem af den kongelige kommission, der nedsattes i 1861 angående Islands finanser, og da finanssagen i 1865 og forfatningssagen i 1867 forelagdes Altinget, var han stadig den ledende mand. Da bitterheden i Island i anledning af forfatningssagen i 1873 havde nået en betænkelig grad, udvirkede han for at undgå reaktion, at Altinget enstemmigt vedtog et subsidiært mæglingsforslag, der førte til, at Island fik Forfatningen af 5. januar 1874. Forfatningen betegnede et stort fremskridt for Island, men regeringen begik nu den åbenlyse fejl ikke at udvirke Sigurðssons udnævnelse til minister for Island, hvortil han måtte synes at være selvskreven. I en omfangsrig afhandling samme år i "Andvari", der afløste "Ný Fjelagsrit", gjorde Sigurðsson rede for hele forfatningssagen fra begyndelsen af og påpegede manglerne ved forfatningen.

## Gæstfrihed i København
Der gaves næppe nogen islandsk sag af betydning, som Sigurðsson ikke støttede eller var forkæmper for. Han havde stor andel i de fremskridt på alle områder, som det 19. århundrede var vidne til på Island. Med rette er han blevet regnet for Islands betydeligste mand i sin samtid, men dermed er vel næppe sagt nok. Sikkert er det, at Sigurðsson havde en tilsyneladende utømmelig arbejdskraft, at han tidlig blev sig sin opgave bevidst, og at han forfulgte den med en urokkelig fasthed. Efter 1849 fik han ikke noget embede, og han var henvist til kun at leve af sine litterære arbejder. Alligevel ville han ikke modtage rektorembede i Reykjavik, fordi hans politiske virksomhed da kunne hæmmes.
Jón Sigurðsson giftede sig med sin kusine, Ingibjörg Einarsdóttir, og de bosatte sig i København, hvor deres hjem blev et midtpunkt for alle islændinge i byen. Til trods for økonomiske vanskeligheder var hans hus dog imod islandske studenter og islændere sikkert det mest gæstfri hjem, der nogen sinde har været i København.
Da Folkevennernes Selskab (þjóðvinafjelagið) blev stiftet i 1871, ydede det Sigurðsson nogen understøttelse, men nogen fast løn oppebar han ikke, før end det første lovgivende Alting 1875 ved en særlig lov bevilgede ham en hædersløn på 3.200 kr. årlig.

## Forfattervirksomhed
Sigurðssons politiske virksomhed var kun den ene side af hans livsarbejde. Hans videnskabelige er næsten lige så betydelig. Næppe nogen islandsk videnskabsmand har udrettet så meget som han. Han var en udmærket håndskriftlæser og meget fremragende som udgiver af de islandske oldskrifter, og ingen hverken før eller senere har haft så omfattende kendskab til Islands historie i dens helhed som han. Han er den eneste mand, der i sin sidste levetid havde gennemgået omtrent alt, hvad der findes i offentlige arkiver og håndskriftsamlinger i Norden angående Island. Hans samlinger angående Island var også i forhold hertil. Af overordentlig betydning for studiet af Islands historie har været hans udgaver af islandske diplomer fra fristatstiden med oplysende indledninger og hans lovsamling for Island på 17 bind, der omfatter tiden 1096—1859. Af stor videnskabelig værdi er hans afhandling om lovsigemænd og lovmænd på Island (trykt i "Safn til sögu Íslands", hvor flere afhandlinger af ham findes). For Oldskriftselskabet udgav han "Íslendinga sögur", 1. og 2. bind (1843—1847), en udmærket udgave af "Íslendingabók" og "Landnåmabók" og 6 andre sagaer, endvidere 4 sagaer angående Bretland og Troja (i "Annaler for nordisk Oldkyndighed"), og skrev den lærdomsrige fortale for S. Egilsson’s Lexicon poëticum.
For den Arnamagnæanske Kommission udgav han Snorres "Edda" (den latinske oversættelse skyldes S. Egilsson). Med Svend Grundtvig udgav han "Íslenzk fornkvæði" (1854—1859). For det islandske litterære selskab Hið íslenzka bókmenntafélag udgav han flere værker, og han ledede selskabets hele virksomhed således, at han bragte nyt liv i selskabet, og dets medlemsantal steg til det firedobbelte. Af hans skrifter angående landets næringsveje bør særlig nævnes "Litil varningsbók" (1861), en meget oplysende bog om islandske produkter.

## Personlighed
Sigurðsson var en fast og ædel karakter og hele hans liv pletfrit. Han opmuntrede sine landsmænd og hjalp dem, men han ville helst ikke høre modløse klager. Landets hjælpekilder skulle benyttes på en rationel måde. Med samme styrke, som han kæmpede for landets rettigheder, fremholdt han for sine landsmænd deres pligter. Sigurðsson testamenterede Island, der 1878 havde købt hans håndskrift- og bogsamling for 25.000 Kr, alt, hvad han ejede, hvoraf der oprettedes et videnskabeligt legat, der bærer hans navn.

## Hædersbevisninger
Jón Sigurðssons fødselsdato, den 17. juni, er siden udnævnt til Islands nationaldag.
Jón Sigurðsson er gengivet på den islandske 500 krónur-seddel, og han er blevet hædret med frimærke på 100-årsdagen for hans fødsel og død, samt på 150-årsdagen for fødslen, desuden ved oprettelsen af den islandske republik, der skete på hans 133-års fødselsdag.